# 전압 배가기
전압 배가기 또는 볼티지 더블러(voltage doubler)는 입력 전압에서 커패시터를 충전하고 이상적인 경우 입력 전압의 정확히 두 배가 되는 방식으로 이러한 전하를 전환하는 전자 회로이다.
이러한 회로 중 가장 간단한 형태는 AC 전압을 입력으로 받아 두 배의 DC 전압을 출력하는 일종의 정류기이다. 스위칭 소자는 단순한 다이오드이며 입력의 교류 전압에 의해 단순히 상태를 전환하도록 구동된다. DC-DC 전압 배가기는 이런 식으로 전환할 수 없으며 스위칭을 제어하기 위한 구동 회로가 필요하다. 또한 단순한 AC-DC 경우와 같이 스위치를 가로지르는 전압에 의존하는 대신 트랜지스터와 같이 직접 제어할 수 있는 스위칭 소자가 필요한 경우가 많다.
전압 배가기는 다양한 전압 증폭기 회로이다. 많은 전압 배가기 회로는 고차 증폭기의 단일 단계로 간주할 수 있으며, 동일한 단계를 캐스케이딩하면 더 큰 전압 증폭이 가능하다.

## 전압 배가 정류기

### 빌라르 회로

그림 1. 빌라르 회로

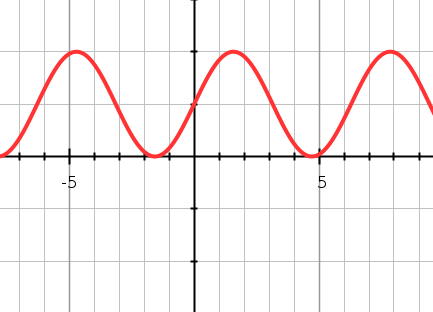
빌라르 회로의 출력 전압

폴 울리히 빌라르가 고안한 빌라르 회로는 단순히 커패시터와 다이오드로 구성된다. 단순하다는 큰 장점이 있지만 출력의 리플 특성이 매우 좋지 않다. 기본적으로 이 회로는 다이오드 클램프 회로이다. 커패시터는 음의 반주기 동안 AC 전압의 최대값(Vpk)으로 충전된다. 출력은 입력 AC 파형과 커패시터의 정상 DC의 중첩이다. 회로의 효과는 파형의 DC 값을 이동시키는 것이다. AC 파형의 음의 피크는 다이오드에 의해 0 V(실제로는 다이오드의 작은 순방향 바이어스 전압인 -VF)로 "클램프"되므로 출력 파형의 양의 피크는 2Vpk이다. 피크-투-피크 리플은 2Vpk로 매우 크며 회로가 사실상 더 정교한 형태로 바뀌지 않는 한 평활화할 수 없다. 이는 전자레인지의 마그네트론에 음의 고전압을 공급하는 데 사용되는 회로이다(다이오드 방향 반전).

### 그라이나허 회로

그림 2. 그라이나허 회로

그라이나허 전압 배가기는 부품을 약간 추가하는 비용으로 빌라르 회로보다 훨씬 개선되었다. 리플이 훨씬 줄어들고, 무부하 조건에서는 명목상 0이지만 전류가 흐를 때는 부하의 저항과 사용된 커패시터의 값에 따라 달라진다. 이 회로는 빌라르 셀 단계 뒤에 본질적으로 피크 검출기 또는 엔벨로프 검출기 단계가 이어진다. 피크 검출기 셀은 출력의 피크 전압을 유지하면서 대부분의 리플을 제거하는 효과가 있다. 그라이나허 회로는 일반적으로 반파 전압 배가기라고도 불린다.

그림 3. 전압 4배기 – 반대 극성의 두 그라이나허 셀

이 회로는 하인리히 그라이나허가 1913년에 처음 발명하여 (1914년 출판) 새로 발명한 이오노미터에 필요한 200–300 V를 제공하기 위해 사용했는데, 당시 취리히 발전소에서 공급하는 110 V AC로는 부족했기 때문이다. 그는 나중에 1920년에 이 아이디어를 증폭기 캐스케이드로 확장했다. 이러한 그라이나허 셀의 캐스케이드는 종종 부정확하게 빌라르 캐스케이드라고 불린다. 또한 존 콕크로프트와 어니스트 월턴이 1932년에 독립적으로 회로를 발견한 입자 가속기 기계의 이름을 따서 콕크로프트-월턴 증폭기라고도 불린다.
이 토폴로지의 개념은 동일한 AC 소스에서 구동되는 반대 극성의 두 그라이나허 셀을 사용하여 전압 4배기 회로로 확장할 수 있다. 출력은 두 개의 개별 출력에서 얻어진다. 브리지 회로와 마찬가지로 이 회로의 입력과 출력을 동시에 접지하는 것은 불가능하다.

### 델롱 회로

그림 4. 브리지 (델롱) 전압 배가기

델롱 회로는 전압 배가를 위해 브리지 토폴로지를 사용한다. 따라서 전파 전압 배가기라고도 불린다. 이 회로 형태는 한때 음극선관 텔레비전에서 초고압 (EHT) 공급을 제공하는 데 흔히 사용되었다. 변압기로 5 kV 이상의 전압을 생성하는 것은 가정용 장비 측면에서 안전 문제가 있으며 어쨌든 비경제적이다. 그러나 흑백 텔레비전은 10 kV의 EHT를 필요로 했고 컬러 텔레비전은 더 많은 것을 필요로 했다. 전압 배가기는 전원 변압기의 EHT 권선 전압을 두 배로 만들거나 라인 플라이백 코일의 파형에 적용하는 데 사용되었다.
회로는 두 개의 반파 피크 검출기로 구성되며 그라이나허 회로의 피크 검출기 셀과 정확히 같은 방식으로 작동한다. 두 피크 검출기 셀은 모두 들어오는 파형의 반대 반주기에서 작동한다. 출력은 직렬로 연결되어 있으므로 출력은 피크 입력 전압의 두 배이다.

## 스위치드 커패시터 회로

그림 5. 충전된 커패시터를 병렬에서 직렬로 단순히 스위칭하여 얻은 스위치드 커패시터 전압 배가기

위에 설명된 간단한 다이오드-커패시터 회로를 사용하여 초퍼 회로를 전압 배가기 앞에 배치하여 DC 소스의 전압을 두 배로 만들 수 있다. 사실상, 이것은 DC를 전압 배가기에 적용하기 전에 AC로 변환한다. 외부 클럭에서 스위칭 장치를 구동하여 초핑과 증폭 두 기능을 동시에 달성함으로써 더 효율적인 회로를 구축할 수 있다. 이러한 회로를 스위치드 커패시터 회로라고 한다. 이 접근 방식은 집적 회로가 배터리가 제공할 수 있는 것보다 더 큰 전압 공급을 요구하는 저전압 배터리 구동 애플리케이션에서 특히 유용하다. 종종 집적 회로에는 클럭 신호가 이미 제공되므로 이를 생성하기 위한 추가 회로가 거의 또는 전혀 필요하지 않다.
개념적으로 가장 간단한 스위치드 커패시터 구성은 그림 5에 개략적으로 표시된 것이다. 여기서 두 커패시터는 동시에 같은 전압으로 병렬로 충전된다. 그런 다음 공급 장치가 꺼지고 커패시터가 직렬로 전환된다. 출력은 직렬로 연결된 두 커패시터에서 얻어지며 공급 전압의 두 배에 해당하는 출력을 생성한다. 이러한 회로에 사용할 수 있는 다양한 스위칭 장치가 있지만 집적 회로에서는 MOSFET 장치가 자주 사용된다.

그림 6. 차지 펌프 전압 배가기 회로도

또 다른 기본 개념은 차지 펌프이며, 그중 한 가지 버전이 그림 6에 개략적으로 표시되어 있다. 차지 펌프 커패시터 CP는 먼저 입력 전압으로 충전된다. 그런 다음 입력 전압과 직렬로 출력 커패시터 CO를 충전하도록 전환되어 CO가 결국 입력 전압의 두 배로 충전된다. CO를 완전히 충전하는 데 여러 주기 걸릴 수 있지만 정상 상태에 도달한 후에는 CP가 CO에서 부하에 공급되는 전하와 동일한 소량의 전하만 펌핑하면 된다. CO가 차지 펌프에서 분리되어 있는 동안 부하에 부분적으로 방전되어 출력 전압에 리플이 발생한다. 이 리플은 방전 시간이 짧으므로 클럭 주파수가 높을수록 작아지며 필터링하기도 더 쉽다. 또는 주어진 리플 사양에 대해 커패시터를 더 작게 만들 수 있다. 집적 회로의 실제 최대 클럭 주파수는 일반적으로 수백 킬로헤르츠이다.

### 딕슨 차지 펌프

그림 7. 딕슨 차지 펌프 전압 배가기

딕슨 차지 펌프 또는 딕슨 증폭기는 각 커패시터의 아래쪽 플레이트가 클럭 신호 열로 구동되는 다이오드/커패시터 셀의 캐스케이드로 구성된다. 이 회로는 콕크로프트-월턴 증폭기의 변형이지만 AC 입력 대신 스위칭 신호를 제공하는 클럭 열과 함께 DC 입력을 사용한다. 딕슨 증폭기는 일반적으로 교차 셀이 반대 위상의 클럭 펄스로 구동되도록 요구한다. 그러나 그림 7에 표시된 전압 배가기는 하나의 증폭 단계만 필요하므로 하나의 클럭 신호만 필요하다.
딕슨 증폭기는 공급 전압(예: 배터리에서)이 회로에 필요한 것보다 낮은 집적 회로에서 자주 사용된다. 집적 회로 제조에서는 모든 반도체 부품이 기본적으로 동일한 유형이라는 장점이 있다. MOSFET는 많은 집적 회로에서 일반적으로 표준 논리 블록이다. 이러한 이유로 다이오드는 종종 이 유형의 트랜지스터로 대체되지만 다이오드로 기능하도록 배선된다. 이를 다이오드 배선 MOSFET이라고 한다. 그림 8은 다이오드 배선 n-채널 강화형 MOSFET를 사용하는 딕슨 전압 배가기를 보여준다.

그림 8. 다이오드 배선 n-타입 MOSFET를 사용한 딕슨 전압 배가기

기본 딕슨 차지 펌프에는 많은 변형 및 개선 사항이 있다. 이러한 대부분은 트랜지스터 드레인-소스 전압의 영향을 줄이는 것과 관련이 있다. 입력 전압이 작을 때, 예를 들어 저전압 배터리인 경우 이것은 매우 중요할 수 있다. 이상적인 스위칭 소자로는 출력이 입력의 정수 배가 되지만(배가기의 경우 2배) 단일 셀 배터리를 입력 소스로 사용하고 MOSFET 스위치를 사용하는 경우 전압의 상당 부분이 트랜지스터에 떨어지므로 출력이 이 값보다 훨씬 작아진다. 개별 부품을 사용하는 회로의 경우 켜진 상태에서 전압 강하가 매우 낮은 쇼트키 다이오드가 스위칭 소자로 더 좋은 선택이 될 수 있다. 그러나 집적 회로 설계자는 쉽게 구할 수 있는 MOSFET를 사용하고 회로 복잡성을 증가시켜 부족함을 보완하는 것을 선호한다.
예를 들어 알칼리 전지 셀의 공칭 전압은 1.5 V이다. 전압 강하가 0인 이상적인 스위칭 소자를 사용하는 전압 배가기는 가설적으로 이를 3.0 V로 두 배로 만든다. 그러나 다이오드 배선 MOSFET가 켜진 상태일 때의 드레인-소스 전압 강하는 최소한 게이트 임계 전압이어야 하며, 이는 일반적으로 0.9 V일 수 있다. 이 전압 "배가기"는 출력 전압을 약 0.6 V만 증가시켜 2.1 V로 만든다. 최종 평활 트랜지스터의 강하도 고려하면 회로는 여러 단계를 사용하지 않고는 전압을 전혀 증가시키지 못할 수 있다. 반면에 일반적인 쇼트키 다이오드는 켜진 상태에서 0.3 V의 전압을 가질 수 있다. 이 쇼트키 다이오드를 사용하는 배가기는 2.7 V의 전압을 생성하거나 평활 다이오드 후의 출력에서 2.4 V를 생성한다.

### 교차 결합 스위치드 커패시터

그림 9. 교차 결합 스위치드 커패시터 전압 배가기

교차 결합 스위치드 커패시터 회로는 매우 낮은 입력 전압에서 유용하다. 페이저, 블루투스 장치 등과 같은 무선 배터리 구동 장비는 1볼트 이하로 방전되었을 때도 단일 셀 배터리에서 전력을 계속 공급받아야 할 수 있다.
클럭 {\displaystyle \phi _{1}}이 낮으면 트랜지스터 Q2가 꺼진다. 동시에 클럭 {\displaystyle \phi _{2}}는 높다. 이는 트랜지스터 Q1을 켜서 커패시터 C1이 Vin으로 충전되도록 한다. {\displaystyle \phi _{1}}이 높아지면 C1의 상부 플레이트가 두 배의 Vin으로 밀려 올라간다. 동시에 스위치 S1이 닫혀 이 전압이 출력에 나타난다. 동시에 Q2가 켜져 C2가 충전된다. 다음 반주기에는 역할이 반전된다. {\displaystyle \phi _{1}}은 낮고 {\displaystyle \phi _{2}}는 높으며 S1은 열리고 S2는 닫힌다. 따라서 출력은 회로의 각 측면에서 위상 반전 클럭으로 교대로 2Vin을 공급받는다.
이 회로에서는 다이오드 배선 MOSFET와 관련 임계 전압 문제가 없기 때문에 손실이 낮다. 또한 효과적으로 두 개의 전압 배가기가 위상 반전 클럭에서 모두 출력을 공급하기 때문에 리플 주파수가 두 배가 된다는 장점이 있다. 이 회로의 주요 단점은 부유 커패시턴스가 딕슨 증폭기보다 훨씬 더 중요하며 이 회로의 손실의 상당 부분을 차지한다는 것이다.

## 같이 보기
- 승압 컨버터
- 벅-부스트 컨버터
- DC-DC 컨버터
- 플라이백 컨버터

## 참고 문헌
- Ahmed, Syed Imran Pipelined ADC Design and Enhancement Techniques, Springer, 2010 ISBN 90-481-8651-X.
- Bassett, R. J.; Taylor, P. D. (2003), 〈17. Power Semiconductor Devices〉, 《Electrical Engineer's Reference Book》, Newnes, 17/1–17/37쪽, ISBN 0-7506-4637-3
- Campardo, Giovanni; Micheloni, Rino; Novosel, David VLSI-design of Non-volatile Memories, Springer, 2005 ISBN 3-540-20198-X.
- Kind, Dieter; Feser, Kurt (2001),  translator Y. Narayana Rao, 편집., 《High-voltage Test Techniques》, Newnes, ISBN 0-7506-5183-0
- Kories, Ralf; Schmidt-Walter, Heinz Taschenbuch der Elektrotechnik: Grundlagen und Elektronik, Deutsch Harri GmbH, 2004 ISBN 3-8171-1734-5.
- Liou, Juin J.; Ortiz-Conde, Adelmo; García-Sánchez, F. Analysis and Design of MOSFETs, Springer, 1998 ISBN 0-412-14601-0.
- Liu, Mingliang (2006), 《Demystifying Switched Capacitor Circuits》, Newnes, ISBN 0-7506-7907-7
- McComb, Gordon Gordon McComb's gadgeteer's goldmine!, McGraw-Hill Professional, 1990 ISBN 0-8306-3360-X.
- Mehra, J; Rechenberg, H The Historical Development of Quantum Theory, Springer, 2001 ISBN 0-387-95179-2.
- Millman, Jacob; Halkias, Christos C. Integrated Electronics, McGraw-Hill Kogakusha, 1972 ISBN 0-07-042315-6.
- Peluso, Vincenzo; Steyaert, Michiel; Sansen, Willy M. C. Design of Low-voltage Low-power CMOS Delta-Sigma A/D Converters, Springer, 1999 ISBN 0-7923-8417-2.
- Ryder, J. D. (1970), 《Electronic Fundamentals & Applications》, Pitman Publishing, ISBN 0-273-31491-2
- Wharton, W.; Howorth, D. Principles of Television Reception, Pitman Publishing, 1971 ISBN 0-273-36103-1.
- Yuan, Fei CMOS Circuits for Passive Wireless Microsystems, Springer, 2010 ISBN 1-4419-7679-5.
- Zumbahlen, Hank Linear Circuit Design Handbook, Newnes, 2008 ISBN 0-7506-8703-7.